# 二階健
二階 健（にかい けん）は、日本の映画監督・映像作家・クリエイター。京都府出身。

## 映画
- Soundtrack (2001年） 柴咲コウ・SUGIZO（X-JAPAN・LUNA SEA）・ 落合モトキ ・山口小夜子 出演
原案・脚本・編集・監督。スペイン（マラガ）国際ファンタスティック映画祭  「最優秀脚本賞」「最優秀撮影監督賞」ダブル受賞
- 下弦の月〜ラスト・クォーター（2004年） 脚本・監督。矢沢あい原作・栗山千明・成宮寛貴・伊藤歩・落合モトキ・緒形拳・HYDE出演。プロデューサー陣が監督を尊重せず勝手に編集を大幅に改変。ディレクターズカット版が存在するが劇場未公開。
- ファンタスマゴリー ザ・ゴーストショー（2021年）プロデュース・脚本・監督。　小川紗良・HYDE・永瀬正敏 出演

ショートムービー
- アンジュール（2012年） 監督。ベルギーの絵本作家ガブリエル・バンサン原作を世界初のオフィシャルアニメーション化（音楽 坂本龍一）。
- パラケルススズ・ホムンクルス（2016年） 脚本・監督。中村里砂・武瑠・嶽本野ばら出演。

## TVドラマ
- ぼくらの勇気 未満都市　KinKi Kids（1997年、日本テレビ）アバンタイトル
- 演技者。 REDRUM  岡本健一・りょう・中川安奈（2002年、フジテレビ） 脚本・監督
- GO!GO!HEAVEN!　加藤夏希（2005年、テレビ東京） 監督・アバンタイトル
- ホテルサンライズ　666号室　平山あや・加藤夏希（2005年、テレビ東京）脚本・監督
- 怖い日曜日 ジャニーズJr. (2000年、日本テレビ)監督・アバンタイトル
- 怖い日曜日ー新章 ジャニーズJr. (2002年、日本テレビ)監督・アバンタイトル
- 未来世紀シェイクスピア　「真夏の夜の夢」「ヴェニスの商人」AAA（2008年、関西テレビ)監督・アバンタイトル
- 原宿ふりふら堂　FLIP FLAP (テレビ東京） 監督・アバンタイトル
- ダンタリアンの書架　GAINAX制作アニメーション　エンディング映像

## ミュージックビデオ
- HYDE「SHALLOW SLEEP」「THE CAPE OF STORMS」「SECRET LETTERS」「AFTER LIGHT」「FAKE DIVINE」「NOSTALGIC」「FINAL PIECE」
- VAMPS「VAMPIRE'S LOVE」
- HALLOWEEN JUNKY ORCHESTRA「HALLOWEEN PARTY」2013MV
- HALLOWEEN JUNKY ORCHESTRA「HALLOWEEN PARTY」2014MV
- L'Arc〜en〜Ciel「風の行方（Siesta Film of Dreams）」
- PIERROT「クリア・スカイ」「ラストレター」
- Plastic Tree 「プラネタリウム」「トレモロ」「ロケット」「二次元ヲルゴール２」
- SUGIZO(LUNA SEA)「Rest in Peace & Fly Away」
- Seraph Dir en grayのShinya ソロプロジェクト
- Tina「Magic」
- SHAZNA 「Tokyo Ballet Reprise」
- 真矢 (LUNA SEA)＋椎名へきる「漂流者」
- 相川七瀬「Nostalgia」「Lovin' you」
- 今井美樹「MIKI IMAI from 1986」
- D'espairsRay 「REDEEMER」
- SIAM SHADE「Why Not?」
- TETSU69 L'Arc〜en〜Ciel「Sweet December」 (Short Movie)
- ALI PROJECT 「刀と鞘」
- 人格ラヂオ 「ひきざん」
- SaTaN 「Magic in your Dream」
- RIS「OVER KILL」
- SuG「MISSING」
- LM.C「Door!」

## CM
- 文部省「薬物防止CM」デーモン小暮　演出
- ファッションブランド SOSU～MIHARA YASUHIRO ショートフィルム   脚本・監督
- 雑誌「STUDIO VOICE」演出
- 日産 ムラーノ提供ショートムービー「IMAGINE」脚本・監督

## 写真集・小説
- 写真作品集「Dead Hours Museum〜午前３時の美術館」「La vie en Rouge〜赤に魅せられた女たち」「6 Sixth〜超視覚の部屋」詩集「Sleepwalker」他を書苑新社より刊行
- ファッション誌「KERA」にて、小説「天使予報」連載

## 空間演出
- 新宿 丸井ONE のハロウィンイベント「Get Ready for Halloween！」総合演出
- 幕張メッセ 国内最大級のハロウィンイベント「Halloween Party 2018」撮影スポット
- ファッションブランドh.NAOTO「STEAM BLOOD」原宿店内

## 関連人物
- HYDE
- SUGIZO